# Roman Stanowski

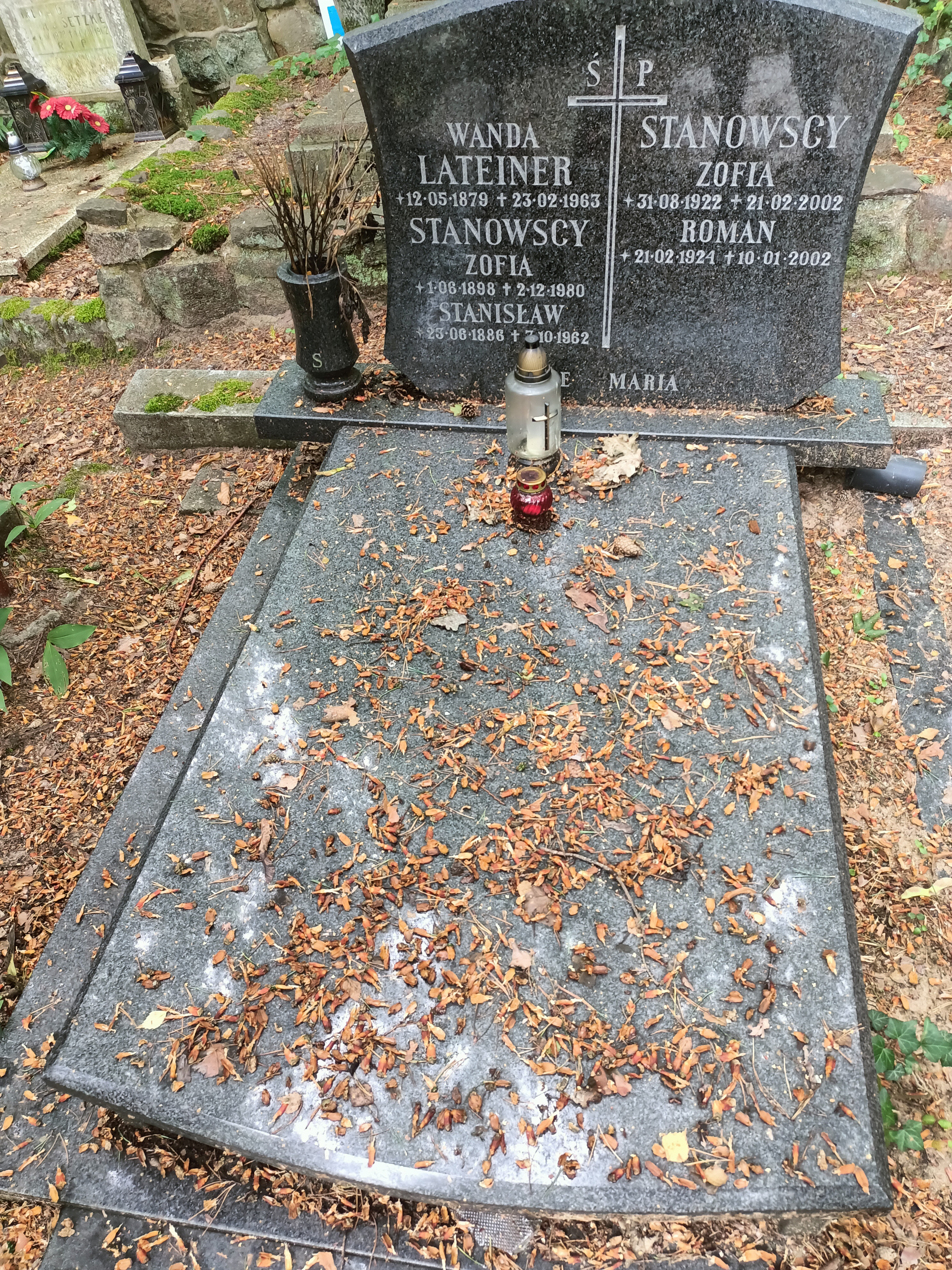
Grób Romana Stanowskiego na cmentarzu komunalnym w Sopocie

Roman Stanowski (ur. 21 lutego 1924 w Gdańsku, zm. 10 lutego 2002 tamże) – polski dziennikarz sportowy, działacz i sędzia.

## Życiorys
Był absolwentem Wyższej Szkoły Handlu Morskiego. W 1951 roku rozpoczął pracę w redakcji Dziennika Bałtyckiego, w którym pracował do 1986 roku. W latach 1954–1990 był stałym korespondentem Przeglądu Sportowego w Gdańsku. W latach 70. wspólpracował przez 4 lata z Polską Agencją Prasową. W 1987 przeszedł na emeryturę. Do 1990 współpracował z Dziennikiem Bałtyckim i Przeglądem Sportowym. Specjalizował się w pływaniu, koszykówce, siatkówce i piłce ręcznej. W latach 1947–1988 był członkiem wielu okręgowych związków sportowych. W 1946 był jednym z założycieli AZS Gdańsk. W latach 1949–1950 był jego wiceprezesem, a następnie prezesem. Został pochowany na cmentarzu parafialnym w Sopocie (sektor C9, rząd, 5 numer 7). 

## Odznaczenia
- Order Odrodzenia Polski Krzyż Kawalerski
- Złoty Krzyż Zasługi
- Srebrny Krzyż Zasługi
- Krzyż Powstańczy